# Tjurklobbsfjärden
Tjurklobbsfjärden är en fjärd i Finland. Den ligger i landskapet Egentliga Finland, i den sydvästra delen av landet, 190 km väster om huvudstaden Helsingfors.
Tjurklobbsfjärden avgränsas av Västra och Östra Tjurklobben i norr, Fjärdskären i nordöst, Närmaste Fjärdskär i öster, Brunskär i sydöst, Gluparna i söder, Besaskär i sydväst samt Gullskär i nordväst. Den ansluter till Brunskärs fjärden i nordöst.